# 古巴萝芙木
古巴萝芙木（学名：Rauvolfia cubana）为夹竹桃科萝芙木属的植物。分布在古巴以及中国大陆的云南等地，目前已由人工引种栽培。